# Atletska zveza Slovenije
Słoweński Związek Lekkoatletyczny (słoweń. Atletska zveza Slovenije, AZS) – słoweńska narodowa federacja lekkoatletyczna należąca do European Athletics. Siedziba znajduje się w Lublanie, a prezesem od stycznia 2013 jest Gregor Benčina, który zastąpił Petera Kukovicę, pełniącego tę funkcję od lutego 2005.
Federacja powstała w 1948, a od 1993 jest członkiem IAAF.
W 2022 odznaczony Złotym Order za Zasługi.